# Caterpillar. Quando il fine giustifica gli automezzi
Caterpillar. Quando il fine giustifica gli automezzi è una serie di compilation di brani trasmessi nelle varie edizioni della trasmissione radiofonica Caterpillar, in onda su Radio 2.
Le compilation contengono brani di autori vari internazionali che si inseriscono nel genere world music. Gli autori generalmente fondono nei loro brani musiche tradizionali dei paesi di provenienza con vari generi, tra cui rock, pop, folk, funk, ska.
I vari volumi della compilation sono stati pubblicati alla fine di ciascuna stagione del programma e sono i seguenti (fino al 2005):
1. Caterpillar (Volume 1) nell'estate 1998, etichetta Alabianca[1]
2. Caterpillar Vol.2 nell'estate 1999, etichetta Alabianca[2]
3. Caterpillar Vol.3 nell'estate 2000, etichetta Alabianca[3]
4. Caterpillar Vol.4 nell'estate 2001, etichetta Alabianca[4]
5. Caterpillar Vol.5 nell'estate 2002, etichetta Alabianca[5]
6. Caterpillar Vol.6 nell'estate 2003, etichetta Alabianca[6]
7. Caterpillar Vol.7 nell'estate 2004, etichetta Alabianca[7]
8. Caterpillar The White Album nell'estate 2005, etichetta Alabianca[8]